# Harriotta haeckeli
Harriotta haeckeli es una especie de peces de la familia rhinochimaeridae encontrado cerca de Groenlandia, Nueva Zelanda, España, concretamente en las islas Canarias, y posiblemente los Estados Unidos. Su hábitat natural es el mar abierto, y sus hallazgos se han producido a unos 2500 metros de profundidad Se caracteriza por su hocicos alargado cónico o en forma de paleta, y están cubiertos por una serie de terminaciones nerviosas sensoriales para ayudarles a localizar a sus presas. Esta especie está amenazada por la pérdida de hábitat.